# Jim Hanks
James Mathew Hanks, detto Jim (Contea di Shasta, 15 giugno 1961), è un attore statunitense.

## Biografia
Il più giovane di quattro figli, è il fratello minore di Tom Hanks. I genitori divorziarono poco dopo la sua nascita; Jim rimase a vivere con la madre, mentre gli altri due fratelli Tom e Larry e la sorella Sandra crebbero con il padre. Dal 1985 è sposato con l'attrice Karen Praxel, da cui ha avuto un figlio, Gage.

## Carriera
Jim Hanks ha preso parte al cast di Forrest Gump agendo come controfigura per suo fratello Tom. Entrambi doppiano Woody di Toy Story, con Jim che prende il suo posto nel ruolo di Woody quando Tom è troppo impegnato con altri progetti, prestandogli la voce negli spin-off della serie e nei videogiochi. In questo ruolo, hanno una grande somiglianza vocale.

## Filmografia parziale

### Cinema
- Forrest Gump, regia di Robert Zemeckis (1994)
- Un genio in pannolino (Baby Geniuses), regia di Bob Clark (1999)

### Televisione
- Sabrina, vita da strega (Sabrina, the Teenage Witch) – serie TV, 1 episodio (1996)
- Scrubs - Medici ai primi ferri (Scrubs) - serie TV, 1 episodio 4x23 (2005)

## Doppiaggio
- Woody in Buzz Lightyear da Comando Stellare - Si parte!, Kingdom Hearts III e Vita da lampada